# Mecistogaster amalia
Mecistogaster amalia är en trollsländeart som först beskrevs av Hermann Burmeister 1839.  Mecistogaster amalia ingår i släktet Mecistogaster och familjen Pseudostigmatidae. IUCN kategoriserar arten globalt som otillräckligt studerad. Inga underarter finns listade i Catalogue of Life.